# سانفورد براون كيلوغ
سانفورد براون كيلوغ هو سياسي أمريكي، ولد في 13 أبريل 1822، وتوفي في 14 أبريل 1893. انتخب عضو مجلس ولاية ميزوري ‏.